# Epsilon2 Arae
Epsilon2 Arae (ε2 Ara / ε2 Arae) è una stella nana bianco-gialla nella sequenza principale di magnitudine 5,28 situata nella costellazione dell'Altare. Dista 86 anni luce dal sistema solare.

## Osservazione
Si tratta di una stella situata nell'emisfero celeste australe. La sua posizione è fortemente australe e ciò comporta che la stella sia osservabile prevalentemente dall'emisfero sud, dove si presenta circumpolare anche da gran parte delle regioni temperate; dall'emisfero nord la sua visibilità è invece limitata alle regioni temperate inferiori e alla fascia tropicale. La sua magnitudine pari a 5,3 fa sì che possa essere scorta solo con un cielo sufficientemente libero dagli effetti dell'inquinamento luminoso.
Il periodo migliore per la sua osservazione nel cielo serale ricade nei mesi compresi fra maggio e settembre; nell'emisfero sud è visibile anche per gran parte della primavera, grazie alla declinazione boreale della stella, mentre nell'emisfero sud può essere osservata limitatamente durante i mesi estivi boreali.

## Caratteristiche fisiche
La stella è una nana bianco-gialla nella sequenza principale; possiede una magnitudine assoluta di 3,18 e la sua velocità radiale positiva indica che la stella si sta allontanando dal sistema solare.

## Sistema stellare
HD 153580 è un sistema multiplo formato da 3 componenti. La componente principale A è una stella di magnitudine 5,28. La componente B è di magnitudine 13,0, separata da 25,0 secondi d'arco da A e con angolo di posizione di 020 gradi. La componente C è di magnitudine 8,6, separata da 0,6 secondi d'arco da A e con angolo di posizione di 109 gradi.